# Heffen
Heffen is een dorp in de Belgische provincie Antwerpen en een deelgemeente van de stad Mechelen. Heffen was een zelfstandige gemeente tot aan de gemeentelijke herindeling van 1977.

## Geschiedenis
Op het grondgebied van Heffen werden overblijfselen uit de La Tène-periode en de Hallstattcultuur aangetroffen. Ook Romeins aardewerk werd gevonden.
Heffen werd voor het eerst vermeld in 1188, als Heffne, wat mogelijk hoeve betekent. Het was een belangrijke plaats voor het scheepvaartverkeer. Bij het begin van de Zenne mocht tol worden geheven. In 1820 werd het tolhuys afgebroken.
Heffen was een zelfstandige gemeente tot 31 december 1976, waarna het een deelgemeente van Mechelen werd. De deelgemeente behield de postcode 2801.

## Geografie
Het dorp ligt ten noordwesten van het centrum van Mechelen, langs en dicht bij de monding van de rivier de Zenne in de Dijle.

## Bezienswaardigheden
- De Sint-Amanduskerk.
- De Onze-Lieve-Vrouw Ten Doornkapel
- De pastorie dateert in kern uit de 18de eeuw.
- Het dorpshuis, daterend uit 1877.

## Natuur en landschap
Heffen ligt aan de monding van de Zenne op een hoogte van ongeveer 5 meter. Men vindt hier het Zennegat, waar de Zenne en het Kanaal Leuven-Dijle uitmonden in de Dijle. Aan de overzijde van de Dijle, op het grondgebied van Walem, ligt het natuurgebied Battenbroek.

## Demografische ontwikkeling
- Bronnen:NIS, Opm:1806 tot en met 1970=volkstellingen; 1976 = inwoneraantal op 31 december

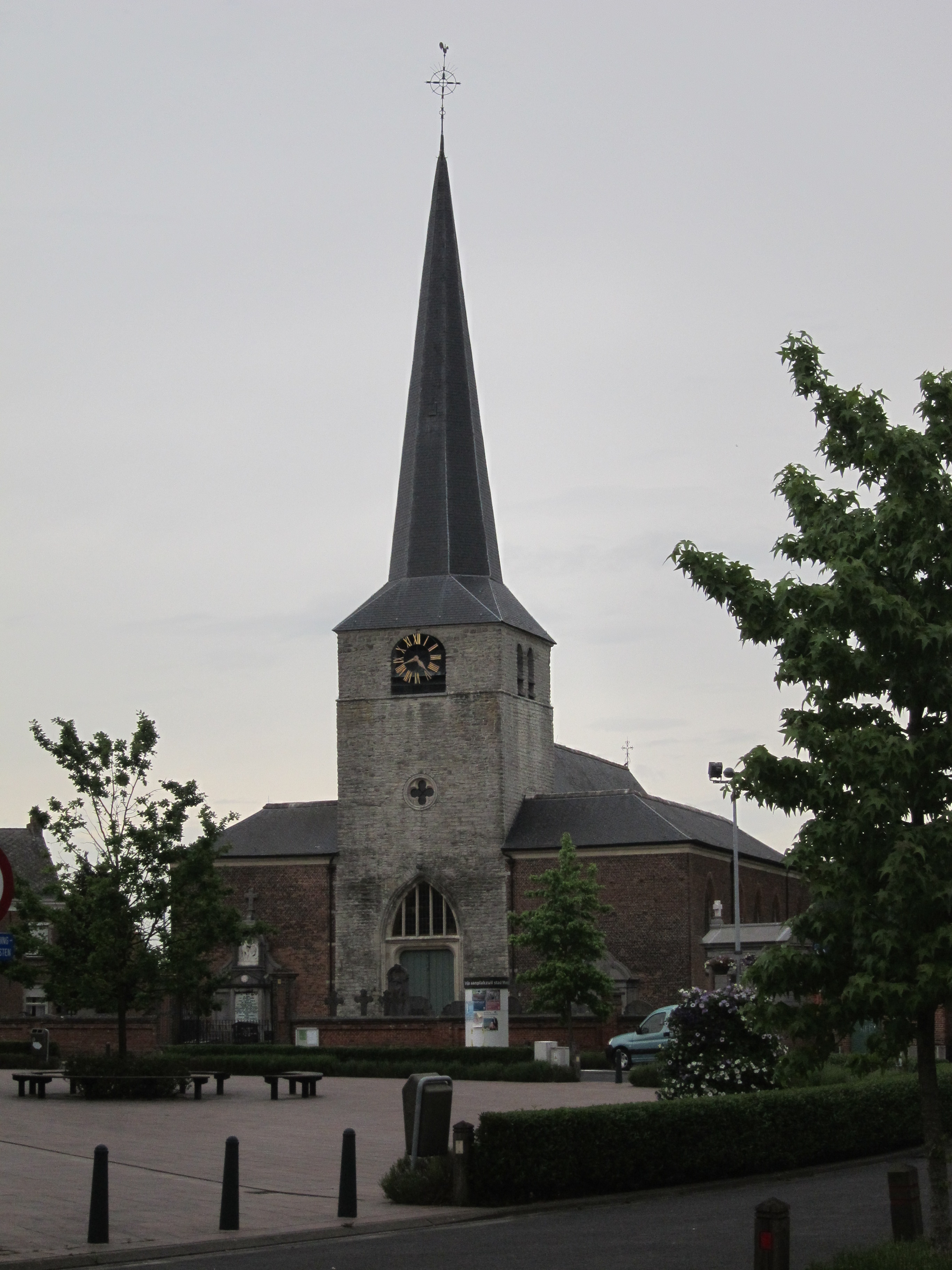
Sint-Amanduskerk

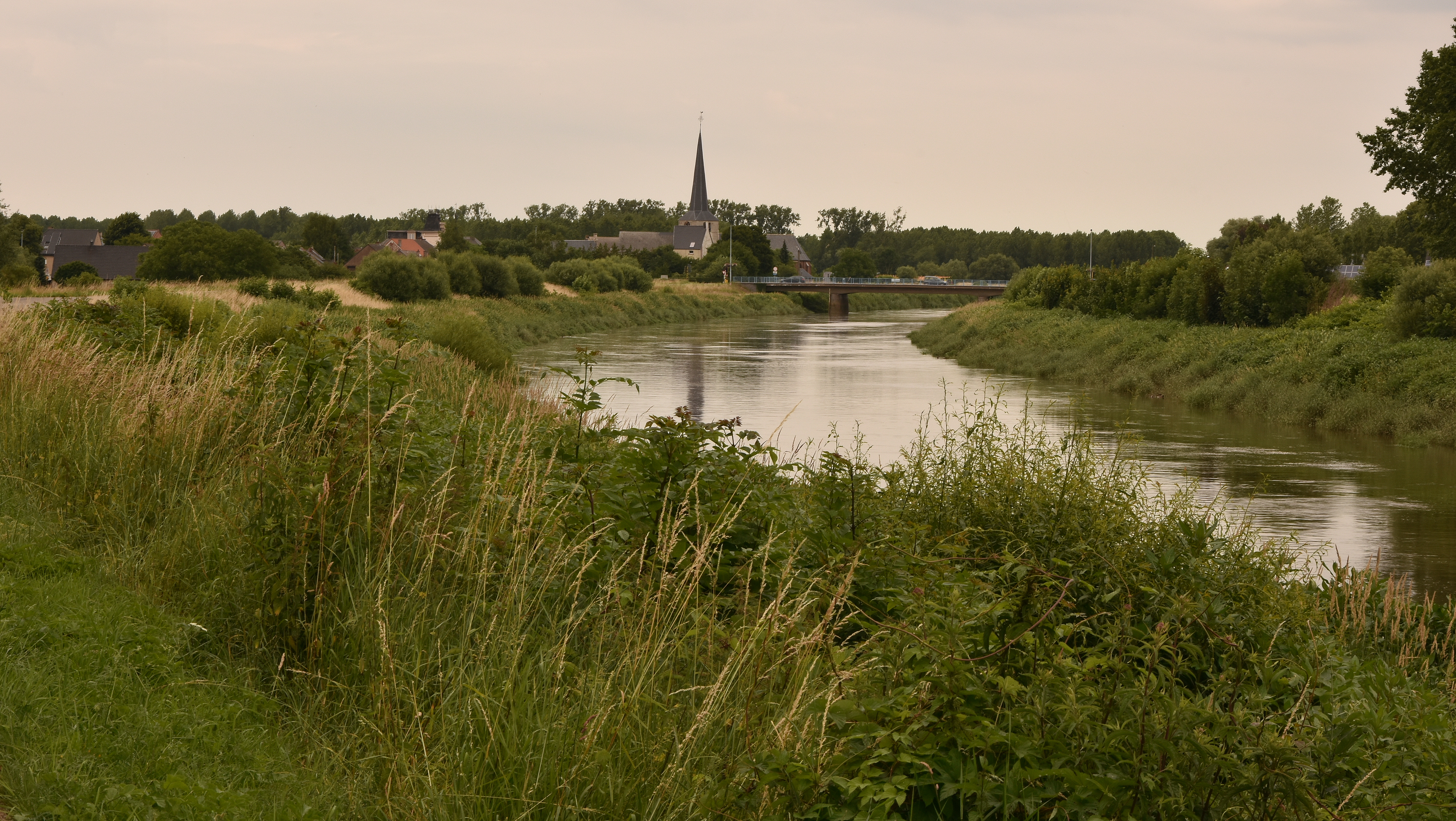
Heffen en de Zenne vanaf de dijk in Leest

## Politiek

### Geschiedenis
Meiers (onvolledig)
- (tussen 1367 en 1442): jonkheer Hendrik van Oyenbrgghe
- 1416: Josse Bruyninckx
- : Philips Bruyninckx
- 1527: Janne van Voesdonc
- 1556: Gerard van Releghem
- 1650: Perico Bordel
- 1678: Theodoor Vermost
- : Jean François de Roubaix
- 1692: Jan Bouxstijns
- 1713: Joos Boydy
- 1720: Guillaume de Noter
- 1742: Rogier Borquelmans
- 1746: Jan Hendrik Broers
- 1762: Rogier Borquelmans
- 1790: J.V.E. Hooft

#### Burgemeesters
1795-1800: Carolus Josephus Buelens ( Heffenaar), municipaal agent
- 1800-1808: Jean Maes (Heffenaar), ook in 1796 municipaal agent
- 1808-1809: Egidius Van de Voorde  (Heffenaar), ook in 1796 municipaal agent
- 1809-1809: Jacobus Joannes Van de Voorde (Heffenaar)
- 1809-1813: Cornelius Antonius Backx
- 1813-1814: Carolus Bulens ( Heffenaar), adjoint
- 1814-1818: Jacobus Josephus Vanhaecht
- 1818-1821: Charles du Trieu de Terdonck
- 1821-1822: Andreas Peulders (Heffenaar)
- 1822-1825: Jean François Van Steenhault de Waerbeek
- 1825-1830: Jan Frans De Meester
- 1831-1867: David Verlinden
- 1867-1884: Jacobus Grégoire
- 1884-18 december 1910: Karel Van de Broeck
- 18 december 1910 -31 mei 1912: Henri Goovaerts , waarnemend burgemeester
- 31 mei 1912 -26 april 1915: Frans Verschueren
- 26 april 1915 -18 januari 1916: Henri Goovaerts , waarnemend burgemeester
- 18 januari 1916 -17 april 1916 :Victor Margaretha Goovaerts , waarnemend burgemeester
- 17 april 1916 -13 juni 1921 :Frans Jozef Candries , waarnemend burgemeester
- 13 juni 1921 -01 januari 1927 :Frans Jozef Candries
- 16 januari 1927 -31 december 1932 :Victor Margaretha Goovaerts
- 07 januari 1933 -17 januari 1941 :Frans Jozef Candries
- 17 januari 1941 -04 september 1944 :Guillaume(Willem) Seeldrayers,waarnemend oorlogsburgemeester
- 25 oktober 1944 -31 december 1944 :Frans Jozef Candries
- 30 april 1945 -31 december 1946 : Karel De Peuter, overgangsburgemeester
- 30 april 1947 -05 mei 1959 : Prosper Goovaerts
- 05 mei 1959 -24 juni 1974 : Arthur Huys
- 24 juni 1974 -01 maart 1975 , Alfons De Schoenmaeker , waarnemend burgemeester
- 01 maart 1975 -01 januari 1977, Alfons De Schoenmaeker

#### fusie met Mechelen
- 1977-1982: Jos Vanroy
- 1983-1986: Jef Ramaekers
- 1986-1989: Georges Joris
- 1989-1994: Jos Vanroy
- 1995-2000: Geert Bervoets
- 2001-        : Bart Somers , tot hij in 2019 Vlaams minister van Binnenlands Bestuur en Samenleving wordt
- 2019-        : Alexander Vandersmissen, waarnemend burgemeester
- 2023-        :Bart Somers

## Bekende Heffenaars
- Bert Gabriëls, komiek
- Julien Put, radiomaker en -presentator

Deelgemeenten: Heffen · Hombeek · Leest · Mechelen · Muizen · Walem

Belgische gemeenten · Arrondissement Mechelen · Antwerpen · Vlaanderen